# Pascal Feindouno
Pascal Feindouno (Conakry, 1981. február 27. –) guineai labdarúgó-középpályás. Öccsei, Simon Feindouno és Benjamin Feindouno is labdarúgók.

## Pályafutása

### A válogatottban
1999–2012 között 66 alkalommal szerepelt a guineai válogatottban és 25 gólt szerzett. Részt vett a 2004-es, 2008-as és a 2012-es afrikai nemzetek kupáján.